# Sant Miquel de Vallcrosa
Sant Miquel de Vallcrosa és una antiga església, tal vegada antigament parroquial, del poble de Vallcrosa, en el terme comunal de Cameles, de la comarca del Rosselló, a la Catalunya Nord.
Està situada en el mateix poble de Vallcrosa, documentat des del 974 (Vallis crosa), que fou domini de la família Vallicrosa.
És una església de nau única coberta amb volta de canó, en la qual el mur nord presenta filades d'opus spicatum. L'entrada, a migdia, ha estat molt alterada al llarg dels anys. L'edifici està adossat a una casa, i ha estat molt transformat per tal d'aprofitar-lo com a dependència agrícola de la casa. Sembla correspondre, en les parts on es pot veure l'aparell original, a una construcció del segle xi.